# Academia Filarmónica de Bolonia

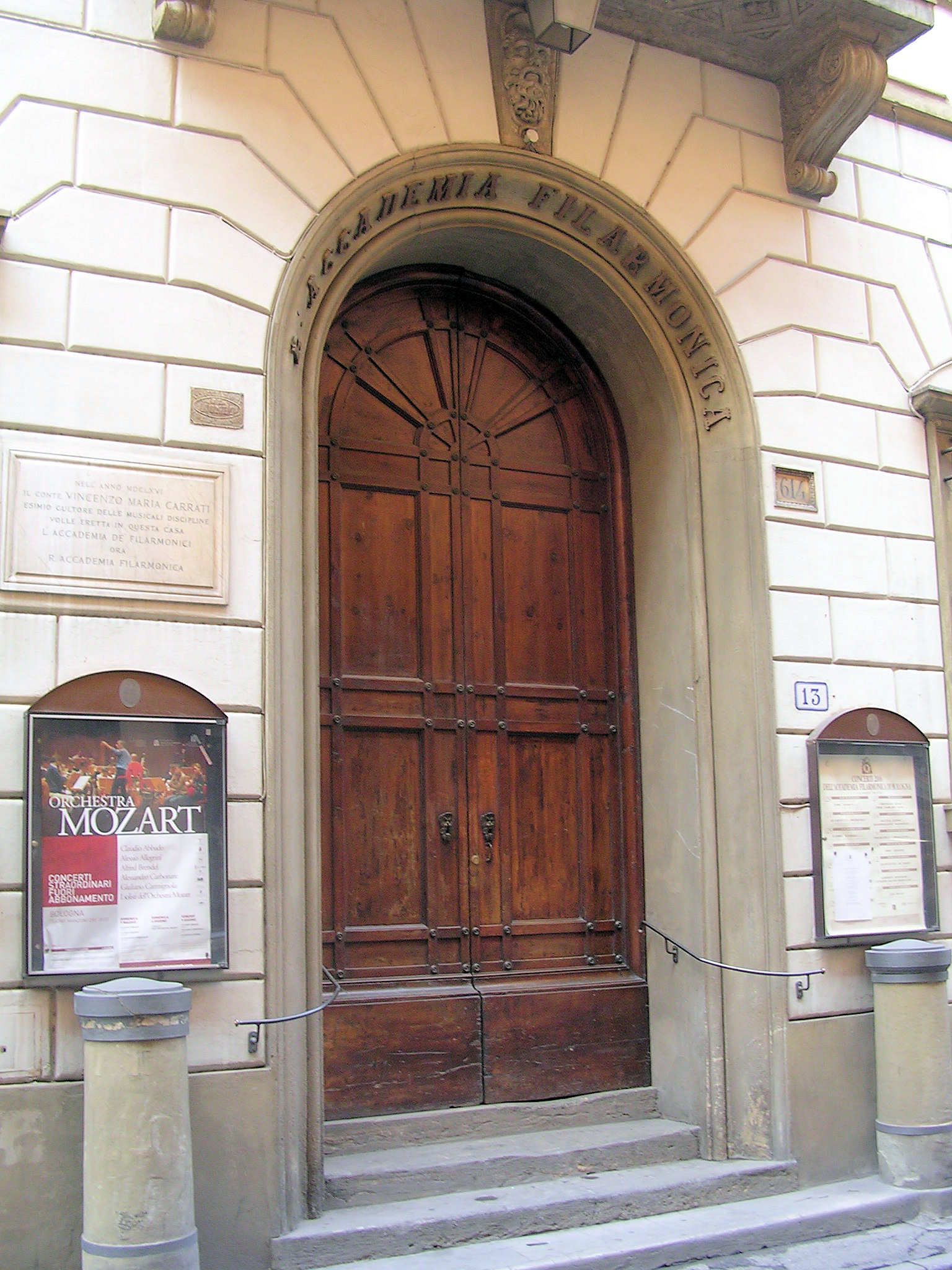
La Academia Filarmónica de Bolonia

La Academia Filarmónica de Bolonia (L’Accademia Filarmonica di Bologna) es una institución para la enseñanza de la música que se encuentra en la ciudad italiana de Bolonia.

## Historia
La Academia se fundó en Bolonia por Vincenzo Maria Carrati como una asociación de músicos en el año 1666. San Antonio de Padua fue elegido patrón de la institución y en un órgano figuraba la leyenda unitate melos como lema. Gracias a la influencia de Pietro Ottoboni, el rango de Academia le fue otorgado por el Papa Clemente XI en 1716. En 1749, el Papa Benedicto XIV decretó que la Academia pudiera conceder el título de Maestro de Capilla.
Entre los primeros miembros de la Academia se encuentran Giovanni Paolo Colonna (uno de los fundadores en 1666, más tarde presidente de 1672 a 1691), Arcangelo Corelli (1670), Giacomo Antonio Perti (1688), Giuseppe Maria Jacchini (1688), Giuseppe Maria Orlandini, Antonio Bernacchi (1722), Giovanni Carestini (1726) y el célebre castrato italiano Farinelli (Carlo Broschi) (1730).
El compositor y profesor de música Giovanni Battista Martini enseñó en la Academia a partir de 1758; entre sus alumnos se encuentran André Ernest Modeste Grétry, Josef Mysliveček, Maksim Berezovsky, Stanislao Mattei (quien sucedió a Martini como profesor de composición), Johann Christian Bach, el célebre violonchelista y compositor Giovanni Battista Cirri y, en 1770 Wolfgang Amadeus Mozart.
Durante el siglo XIX y el siglo XX la institución acogió nombres ilustres como los de Gioacchino Rossini, Giuseppe Verdi, Arrigo Boito, Richard Wagner, Jules Massenet, Camille Saint-Saëns, Giacomo Puccini, así como los de John Field, Franz Liszt, Johannes Brahms, Anton Rubinstein, Ferruccio Busoni y Ottorino Respighi.

## Liceo musical
En 1798 (bajo la República Cisalpina) todos los bienes y archivos de la Academia fueron confiscados fundándose el Liceo musical. A continuación se llevó a cabo una distribución de competencias entre el Conservatorio de música dedicado a la formación musical, (hoy Conservatorio Giovanni Battista Martini) y la Academia (consagrada a la cultura musical y al desarrollo de sus valiosos archivos actualmente en colaboración con el Museo internacional y Biblioteca de la música de Bolonia).

## En la actualidad
Bajo su dirección se organizan conciertos, conferencias, congresos y exposiciones de textos musicales procedentes de sus propios archivos. La Academia dispone de una escuela especializada en la composición y métodos de investigación para la educación musical. Se ocupa de difundir la cultura musical especialmente en los colegios y acoge a cerca de mil quinientos alumnos por año.
Asimismo la Academia ha puesto en marcha nuevas obras de compositores contemporáneos como Tierkreis de Karlheinz Stockhausen (2008), En tono menor de Luis de Pablo (2010) y el Concerto Accademico de Peter Maxwell Davies (2012).